# Хаулмэн, Гарольд
Гарольд Дэвид Хаулмэн - Третий (англ. Harold David Haulman III; род. 28 ноября 1978, Штат Мичиган, США) — американский серийный убийца, совершивший в период с 1999 года по 2020 год серию из как минимум 4 убийств  на территории штатов Мичиган и Пенсильвания (США), и на территории  Германии. В сентябре 2021 года Хаулмэн был осужден и приговорен к нескольким срокам в виде пожизненного лишения свободы.

## Биография
О ранних годах жизни Гарольда Хаулмэна известно крайне мало. Известно что Гарольд родился 28 ноября 1978 года на территории штата Мичиган. В середине 1990-х, будучи подростком Гарольд вместе со своим отцом покинул США и переехал на территорию Германии.  Семья проживала в городе Рамштайн-Мизенбах, где отец Гарольда работал гражданским специалистом на авиабазе Рамштайн, которая являлась  опорным пунктом ВВС США на территории Германии. В конце 1990-х между ними произошел конфликт, в ходе которого отец Гарольда уволился с авиабазы, покинул территорию Германии и переехал в Турцию. После отъезда отца, Гарольд Хаулман некоторое время проживал в доме своей девушки, однако в начале 1999 года их отношения закончились. Оставшись без жилья и средств  к существованию Гарольд стал бездомным и несколько месяцев прожил в лесу, расположенном между городом и авиабазой, где он вырыл землянку. В тот период Хаулмэн перебивался случайными заработками, а также зарабатывал на жизнь мелкими кражами. 5 июня 1999 года Гарольд был арестован полицией по обвинению в совершении кражи. После ареста он признался в том, что ранним утром 30 мая убил 21-летнего Джозефа Лоуренса Уайтхерста, сына полковника ВВС США доктора Лоуренса Уайтхерста. Хаулмэн заявил, что был знаком с убитым и несколько раз его встречал в барах и других увеселительных заведениях Рамштайна. Согласно его показаниям, вечером 29 мая они встретились в одном из баров, после провели несколько часов за совместным употреблением алкогольных напитков. Рано утром они отправились в парк, который был популярным среди местных жителей местом для отдыха, где они развели костер. Хаулмэн утверждал, что Джозеф Уайтхерст будучи в состоянии алкогольного опьянения начал бегать вокруг костра и танцевать, после чего он нанес ему удар по голове поленом. Уайтхерст получил черепно-мозговую травму, от последствий которой скончался. Его труп, покрытый листьями был обнаружен спустя три дня.
В конечном итоге Гарольду Хаулмэну было предъявлено обвинение в  непредумышленном убийстве. На судебном процессе Хаулмэн заявил суду, что совершил убийство, так как почувствовал исходящую угрозу от Уайтхерста в тот момент, когда он бегал и танцевал вокруг костра. Адвокаты Хаулмэна подали ходатайство о проведении судебно-психиатрического освидетельствования, по результатам которого он был признан вменяемым, несмотря на то, что врачи-психиатры сделали заключение о том, что у Гарольда были выявлены первые симптомы шизофрении. В конце 1999 года Хаулмэн был признан виновным по всем инкриминируемым ему действиям. Ему как несовершеннолетнему преступнику грозило уголовное наказание в виде 10 лет лишения свободы  — максимально возможному сроку лишения свободы, который мог быть применён к лицам, не достигшим совершеннолетия в Западной Германии, так как на тот момент срок совершеннолетия наступал там в 21 год. Во время суда суд проявил к Гарольду снисхождение и приговорил его к 6 годам тюремного заключения. Отбыв 3 года в заключении, Гарольд Хаулмэн получил условно-досрочное освобождение и вышел на свободу в 2002 году, после чего вернулся в США. Он остановился в городе Батл-Крик (штат Мичиган), где проживали его родственники. В городе Хаулмэн нашел жилье и работу водителя-дальнобойщика. Гарольд покинул Батл-Крик в 2009 году, после чего начал вести бродяжнический образ жизни, продолжая работать водителем-дальнобойщиком. В период с 2009 года по 2020 год Хаулмэн сменил несколько мест жительства. В разные годы он проживал на территории штатов Пенсильвания, Калифорния, Иллинойс и Мэриленд. В 2010-х Гарольд женился на женщине по имени Энн. Хаулмэн  был фанатом эротико-эстетической практики «бондаж», однако жена не разделяла его интересов, вследствие чего начиная с 2013 года Хаулмэн состоял со своей женой в состоянии конфликта и начал встречаться с девушками и женщинами, с которыми он знакомился посредством сайтов знакомств в интернете.

## Разоблачение
Гарольд Хаулмэн был арестован 27 декабря 2020 года в городе Баттлер Тауншип (штат Пенсильвания) по обвинении в совершении убийства 26-летней Эрики Шульц, которая пропала без вести 4 декабря, и чей труп был обнаружен рано утром 27 декабря в лесистой местности. После ареста Хаулмэн содержался в окружной тюрьме округа Льюзерн. Девушка страдала аутизмом, вследствие чего по словам ее родственников была восприимчива к внушению и манипулированию со стороны злоумышленников. Она проживала на территории округа Колумбия и пропала без вести после того как покинула свою квартиру направляясь на работу.
В ходе расследования изучение данных биллинга сотовых телефонов Шульца и Хаулмэна позволило установить, что Гарольд Хаулмэн находился в квартире убитой девушки вечером 4 декабря, после чего они отправились в поездку. В последний раз активность сотового телефона Эрики Шульц была замечена на территории штата Пенсильвания рано утром 6 декабря, после чего он был выключен или уничтожен. 23 декабря агенты ФБР связались с Хоулмэном и допросили его. Перед допросом агенты получили ордер на размещение устройства GPS-слежения в фургоне Хоулмэна и установили его, не ставя того в известность. В ходе допроса Хаулмэн настаивал на своей непричастности к исчезновению девушки. Так как ее тело  на тот момент найдено не было, Хаулмэн не был задержан. На следующий день после допроса, он отключил свои мобильные телефоны и сбежал. 26 декабря он прибыл в город Дунканнон, (штат Пенсильвания), но его местонахождение было установлено сотрудниками правоохранительных органов с помощью устройства GPS-слежения в его фургоне. В тот день Гарольд Хаулмэн ушел на окраину города, где недалеко от железнодорожных путей совершил попытку самоубийства, вскрыв себе вены на запястье с помощью канцелярского ножа. Он был обнаружен работником железной дороги, который доставил его в больницу, расположенную в городе Кэмп-Хилл (штат Пенсильвания). Гарольд Хаулмэн был найден агентами ФБР, после чего подвергся повторному допросу, во время которого он признал свою вину в совершении убийства Эрики Шульц. Хаулмэн заявил, что  рано утром 6 декабря он и Шульц появились в городе Батлер-Тауншип и свернули в лес, который был расположен между межштатными автомагистралями I-80 и I-81, где он приказал Эрике выйти из машины и совершил на нее нападение, в ходе которого нанес ей около 12 ударов молотком в область головы, нанеся ей черепно-мозговую травму. Хаулмэн утверждал, что Шульц после получения травмы оставалась в сознании и подавала признаки жизни, после чего он нанес ей около 12 ударов ножом, от последствий которых она скончалась. Во время допроса, Гарольд  запросил сотрудников правоохранительных органов предоставить ему доступ к набору приложений «Google Maps», с помощью которого он указал им местонахождение тела убитой, а также места, куда он выбросил  орудие убийства и сотовый телефон Эрики Шульц.
В мае 2021 года Гарольд Хаулмэн признался в совершении еще одного убийства. По словам Хаулмэна, 13 июня 2018 года при схожих обстоятельствах он убил 25-летнюю Тайанну Филлипс. Девушка пропала без вести на территории округа  Адамс, после того как  поссорилась со своим парнем и отправилась на свидание с мужчиной по имени «Дэйв». Гарольд Хаулмэн признался в том, что знакомился с женщинами на различных сайтах знакомств, после чего встречался с ними используя псевдоним «Дэйв». Он заявил, что его жена знала о том, что Гарольд ей изменяет, но никак не воспрепятствовала этому. Жена Хаулмэна - Энн Фрэнсис Хаулмэн после дачи признательных показаний была найдена и подверглась допросу. В овремя допроса, она подтвердила его показания и заявила, что ей было известно о совершении убийства. Хаулмэн заявил, что во время свидания, он отвез Тайанну Филлипс на территорию округа Льюзерн, после чего вынудил ее покинуть автомобиль в том же самом лесу, где он через два года совершил убийство Эрики Шульц. Хаулмэн заявил Тайанне Филипс, что они собираются развести костер в лесу и провести романтический вечер, но после того как они забрались вглубь леса, он совершил на нее нападение, в ходе которого избил ее молотком и нанес ей множество ранений с помощью ножа, от последствий которых она скончалась. По словам жены Хаулмзна - Энн, парню Тайанны Филлипс также был известен факт того, что его девушка проводит свидание с другим мужчиной. Энн Хаулмэн утверждала, что парень Тайанны однажды позвонил Гарольду, что вызвало его гнев, в приступе которого он заявил, что совершить убийство Филлипс и ее молодого человека. После совершения убийства Гарольд Хаулмэн сделал несколько фотографий убитой девушки. после чего показал их своей жене в качестве доказательства совершения преступления, однако Энн Хаулмэн не обратилась в полицию.  По ее словам жены, через несколько месяцев после совершения убийства Тайанны Филлипс, она отправилась с Гарольдом на место убийства с целью уничтожения улик. Одежду и скелетированные останки Гарольд и его жена сложили в полиэтиленовые мкшки для мусора, которые впоследствии выбросили в мусорный бак, который был расположен кинотеатром в городе Скотт, (штат Пенсильвания). На основании показаний Гарольда Хаулмэна и его жены, прокуратура округа Льюзерн в конечном итоге предъявила ему обвинение в совершении убийства Филлипс, несмотря на то, что никаких останков ее тела в ходе расследования так и не было найдено
.
Через несколько дней, Гарольд Хаулмэн признался в совершении еще одного убийства. Согласно его свидетельствам, 13 июня 2005 года он убил 21-летнюю Эшли Парлье в городе Батл-Крик. По словам членов ее семьи, перед своим исчезновением девушка поссорилась со своими родителями, после чего сбежала из дома и пропала без вести. Сестра Эшли утверждала о том, что незадолго до исчезновения Эшли узнала о своей беременности. Однако никаких подтверждений этому кроме слов Эшли Парлье найдено не было. Гарольд Хаулмэн во время допроса заявил, что состоял в интимных отношениях с девушкой и с ее слов знал о том, что перед смертью она была беременной, а отцом ребенка возможно являлся он. Хаулмэн утверждал, что в день убийства отвез Эшли в отдаленный район города Ньютаун, который находился на расстоянии нескольких километров к югу от Батл-Крика, где между ними произошла ссора, в ходе которой он ей нанес несколько ударов по голове поленом, от последствий которых она скончалась. Тело девушки Хаулмэн сбросил в лесу. Он заявил что явился к месту, где находилось тело Эшли Парлье спустя два месяца после совершения убийства и обнаружил лишь кости. После дачи признательных показаний, в июне 2021 года Гарольд Хаулмэн под конвоем был этапирован на территорию штата Мичиган для проведения следственных действия на месте совершения убийства Парлье с целью обнаружить ее останки. Хаулмэн привел сотрудников правоохранительных органов в лес и указал им предположительное место, где им было сброшено тело убитой, однако в ходе осмотра и проведенных раскопок в указанном Хаулмэном месте никаких останков обнаружено не было. Тем не менее, на основании его признательных показаний, в июле 2021 года прокуратура округа Калхун предъявила Гарольду Хаулмэну обвинение в совершении убийства Эшли Парлье.
Хаулмэн не пожелал объяснить следователям истинный мотив совершения убийств. Он заявил, что после в 1999 году солгал сотрудникам полиции Рамштайна о том, что убил свою первую жертву Джозефа Уайтхерста вследствие самообороны из-за угроз Уайтхерста. Хоулман заявил: 
«Я убил Джозефа Уайтхерста только для того, чтобы посмотреть, каково это — убить кого-то»

## Судебные процессы
В августе 2021 года прокуратура округа Льюцерн предложила Гарольду Хаулмэну заключить с ней соглашение о признании вины, на что он ответил согласием. В обмен на невынесение ему уголовного наказания в виде смертной казни, Хаулмэн признал себя виновным в совершении убийств Эрики Шульц и Тайанны Филлипс, после чего суд 8 сентября 2021 года назначил ему уголовное наказание в виде пожизненного лишения свободы без права на условно-досрочного освобождения. Во время вынесения приговора он сохранял полное хладнокровие, не выражал раскаяния в содеянном и отказался от последнего слова. После вынесения приговора Гарольд Хаулмэн покинул территорию штата Песнильвания и был этапирован в округ Калхун на территории штата Мичиган для проведения судебного процесса по обвинению в совершении убийства Эшли Парлье.
Судебный процесс открылся 14 декабря 2022 года. 1 февраля 2023 года Гарольд Хаулмэн признал себя виновным в совершении убийства 21-летней Эшли Парлье, после суд 11 апреля 2023 года назначил ему уголовное наказание в виде 60 лет лишения свободы с правом на условно-досрочное освобождение по отбытии 37 лет и 6 месяцев тюремного заключения